# Nero AG
Die Nero AG (bis 2005 Ahead Software AG) ist ein deutsches Software-Unternehmen, das besonders für seine CD- und DVD-Brennsuite Nero Burning ROM bekannt ist und im Jahr 2010 Weltmarktführer im Bereich Brennsoftware war. Hauptprodukt ist derzeit Nero 2023, eine im Jahresrhythmus aktualisierte Software, die Funktionen zum Brennen, Dateiumwandlung, Medienverwaltung und Videoschnitt beinhaltet.

## Unternehmensgeschichte
Im Jahr 1995 wurde die Ahead Software GmbH im badischen Karlsbad von Richard Lesser gegründet. 2001 erfolgte zunächst die Umwandlung zur Ahead Software AG, die Anfang 2005 zur heutigen Nero AG umfirmierte.
Zum Nero-Konzern gehören ausländische Tochtergesellschaften in Glendale, Kalifornien, USA (Nero Inc., gegründet 2001), in Yokohama/Japan (Nero K.K., gegründet 2004) sowie in Hangzhou/China (Nero Ltd., gegründet 2007). Während es sich in den USA und Japan um Vertriebsgesellschaften handelt, erbringt die chinesische Tochter ausschließlich konzerninterne Entwicklungsleistungen.
Im Mai 2007 wurde bekannt, dass die luxemburgische Agrippina International SàrL mehr als 25 % der Aktien der Nero AG hält. Agrippina die Jüngere war die Mutter des römischen Kaisers Nero, nach dem die Software Nero Burning ROM und später die Aktiengesellschaft benannt wurden. Nero wird nachgesagt, den Großen Brand Roms befohlen zu haben. 
Im Jahr 2009 wurden mit der Nero Development and Services GmbH und der Nero EMEA Sales GmbH in Deutschland zwei weitere Konzerntöchter gegründet.
Im Jahr 2014 erfolgte der Umzug und die Verlegung des Firmensitzes der Nero AG sowie der beiden Konzerntöchter Nero Development and Services GmbH und Nero EMEA Sales GmbH nach Karlsruhe.

## Produkte
Aus der früheren Einproduktfirma für Anwendungssoftware für CD-Brenner ist inzwischen nach Unternehmensangaben der „Marktführer in digitaler Medientechnik“ erwachsen – der über eine vielfältige Produktpalette verfügt. Zusätzlich zum direkten Verkauf werden Nero-Produkte von diversen Hardwareherstellern vor Auslieferung auf PCs, Festplatten, Camcorder und andere Geräte installiert. Darüber hinaus nutzen Firmen Multimedia Codecs, SDKs und Programmierinterfaces der Firma. 
Im Jahr 2008 erweiterte sich die Produktpalette von Nero über die bekannte Brennsoftware hinaus zum ersten Mal erheblich. Mit Nero Move it konnten Nutzer Fotos, Videos und Musik von einem auf ein anderes Gerät oder auch zu Online-Communities wie YouTube, MySpace oder der firmeneigenen Multimedia-Community My Nero übertragen. Mit der Multimedia-Suite Nero 9 konnte man Musik-, Video- und Fotodateien erstellen, rippen, brennen, bearbeiten, sichern, austauschen und online hochladen. Im Juni 2009 wurde Nero BackitUp & Burn zur Verfügung gestellt, das Daten sicherte, brannte und wiederherstellte. In den darauffolgenden Jahren kamen neue Funktionen hinzu und die Benutzerführung der einzelnen Programmelemente wurde immer einheitlicher gestaltet.
Nero entwickelte sich von einem reinen Brennprogramm („Nero Burning ROM“) zu einem Multimedia-Software-Paket. Die Software wird in einer Platinum- und einer Standard-Version angeboten. Die Platinum-Version bietet u. a. zusätzlich einen Music-Recorder, Rippen und Konvertieren von Blu-rays, 4K (UHD)-Videoschnitt und Diashows sowie weitere Effekte. Zur Software gehören folgende Programme:
- Nero Burning ROM zum Brennen und für Packet Writing
- Nero Recode zum Rippen und Konvertieren von Multimedia-Inhalten
- Nero MediaHome zur Anzeige/Verwaltung und zum Streamen von Fotos und Multimediainhalten
- Nero Video zur Bearbeitung, Erstellung und Transcodierung von Videoinhalten

Neben „Nero“ entwickelte die Nero AG das „SecurDisc“-Verfahren und in Zusammenarbeit mit der Ateme Corporation das MPEG-4-Kompressionsverfahren „Nero Digital“.
Die anfänglich in der Nero-Programmsuite enthaltene Lösung zur Datensicherung Nero BackItUp wurde 2012 ausgegliedert. Für Nero BackItUp sind zudem Apps für Android, iOS und Windows Phone erhältlich.
Nero bietet neben BackItUp auch weitere Anwendungen für Mobilgeräte. Dazu gehören MediaHome zur Verwaltung von Fotodateien, Nero AirBurn zum drahtlosen Brennen von Dateien, Nero Streaming Player zum Streaming von Fotos, Videos auf den SmartTV sowie Nero MediaHome WiFi Sync für die drahtlose Datensynchronisierung. Mit Nero 2017 kam mit Nero KnowHow eine weitere App auf den Markt; sie soll dem Nutzer als digitale Lernhilfe mit Tipps und Tricks dienen.
Nero Cover Designer (zur Erstellung von Covern), Nero WaveEditor (zum Bearbeiten von Musikdateien) und Nero SoundTrax (zum Mischen und Digitalisieren von Musiktiteln) sind seit Version 11 nicht mehr Teil der Suite, werden aber kostenlos auf der Internetseite des Unternehmens angeboten.
Einige Produkte der Suite sind auch als Einzelversionen zum Download erhältlich. Dazu gehören Nero Burning ROM und Nero Video.